# Lista de singles de Bonnie Tyler
Esta página visa listar os singles (compactos) lançados pela cantora galesa Bonnie Tyler.

## Singles
| Ano  | Single                                               | Álbum                            |
| ---- | ---------------------------------------------------- | -------------------------------- |
| 1976 | My My Honeycomb                                      | -                                |
| 1977 | Lost In France                                       | The World Starts Tonight         |
| 1977 | More Than A Lover                                    | The World Starts Tonight         |
| 1977 | Heaven                                               | Natural Force                    |
| 1978 | It's A Heartache                                     | Natural Force                    |
| 1978 | Here Am I                                            | Natural Force                    |
| 1978 | Hey Love                                             | Natural Force                    |
| 1978 | If I Sing You A Love Song                            | Natural Force                    |
| 1978 | Lousiana Rain                                        | Diamond Cut                      |
| 1979 | My Guns Are Loaded                                   | Diamond Cut                      |
| 1979 | To Good to Last                                      | Diamond Cut                      |
| 1979 | What A Way to Treat My Lady                          | Diamond Cut                      |
| 1979 | Married Man                                          | -                                |
| 1979 | I Belive in You Sweet Love                           | Goodbye to the Island            |
| 1979 | Sitting on the Edge of the Ocean                     | Goodbye to the Island            |
| 1980 | I´m Just a Woman                                     | Goodbye to the Island            |
| 1981 | Goodbye to the Island                                | Goodbye to the Island            |
| 1981 | Sayonara Tokyo                                       | -                                |
| 1983 | Total Eclipse of the Heart                           | Faster Than the Speed of Night   |
| 1983 | Take Me Back                                         | Faster Than the Speed of Night   |
| 1983 | Faster Than the Speed of Night                       | Faster Than the Speed of Night   |
| 1983 | Have You Ever Seen the Rain?                         | Faster Than the Speed of Night   |
| 1983 | Straight From the Heart                              | Faster Than the Speed of Night   |
| 1984 | Tears                                                | Faster Than the Speed of Night   |
| 1984 | Getting So Excited                                   | Faster Than the Speed of Night   |
| 1984 | A Rockin' Good Way                                   | -                                |
| 1985 | Holding Out for a Hero                               | Secret Dreams and Forbidden Fire |
| 1986 | Here She Comes                                       | Secret Dreams and Forbidden Fire |
| 1986 | Loving You Is a Dirty Job But Somebody's Gotta Do It | Secret Dreams and Forbidden Fire |
| 1986 | If You Were a Woman and I Was a Man                  | Secret Dreams and Forbidden Fire |
| 1986 | Band of Gold                                         | Secret Dreams and Forbidden Fire |
| 1986 | Rebel Without a Clue                                 | Secret Dreams and Forbidden Fire |
| 1986 | Lovers Again                                         | Secret Dreams and Forbidden Fire |
| 1986 | Sem Limites Pra Sonhar (com Fábio Jr.)               | -                                |
| 1987 | It's Not Easy                                        | -                                |
| 1987 | No Way to Treat a Lady                               | Secret Dreams and Forbidden Fire |
| 1987 | Islands (com Mike Oldfield)                          | -                                |
| 1988 | The Best                                             | Hide Your Heart                  |
| 1988 | Hide Your Heart                                      | Hide Your Heart                  |
| 1988 | Save Up All Your Tears                               | Hide Your Heart                  |
| 1988 | Don't Turn Around                                    | Hide Your Heart                  |
| 1989 | Notes for América                                    | Hide Your Heart                  |
| 1989 | Merry Christmas                                      | -                                |
| 1990 | Breakout                                             | -                                |
| 1991 | Hero                                                 | -                                |
| 1991 | Endless Night                                        | -                                |
| 1991 | Bitterblue                                           | Bitterblue                       |
| 1991 | Against the Wind                                     | Bitterblue                       |
| 1992 | Where Were You                                       | Bitterblue                       |
| 1992 | Fools Lullaby                                        | Angel Heart                      |
| 1992 | Call Me                                              | Angel Heart                      |
| 1992 | The Desert Is In Your Heart (com Sophia Arbaniti)    | -                                |
| 1993 | God Gave Love to You                                 | Angel Heart                      |
| 1993 | Sally Comes Around                                   | Silhouette in Red                |
| 1993 | From the Bottom of My Lonely Heart                   | Silhouette in Red                |
| 1993 | You Are So Beautiful                                 | Silhouette in Red                |
| 1993 | Stay                                                 | Silhouette in Red                |
| 1994 | Say Goodbye                                          | -                                |
| 1994 | Backing Home                                         | -                                |
| 1995 | Making Love Out Nothing at All                       | Free Spirit                      |
| 1995 | You're the One                                       | Free Spirit                      |
| 1995 | Two Out of Three Ain't Bad                           | Free Spirit                      |
| 1998 | Limelight                                            | All in One Voice                 |
| 1998 | Heaven                                               | All in One Voice                 |
| 1998 | He's the King                                        | All in One Voice                 |
| 2003 | Amazed                                               | Heart Strings                    |
| 2003 | Against All Odds (Take a Look at Me Now)             | Heart Strings                    |
| 2003 | Learning to Fly                                      | Heart Strings                    |
| 2004 | Si demain... (Turn Around) (com Kareen Antonn)       | Simply Believe                   |
| 2004 | Si tout s'arrete (com Kareen Antonn)                 | Simply Believe                   |
| 2004 | Vergiß Es (Forget It) (com Matthias Reim)            | -                                |
| 2005 | Louise                                               | Wings                            |
| 2007 | Total Eclipse of the Heart (com Babypinkstar)        | -                                |